# Joseph Hermabessière
Joseph Hermabessière, né le 31 juillet 1876 à Saint-Chély-d'Apcher (Lozère) et mort le 24 mars 1956 à Saint-Flour (Cantal), est un homme politique français.

## Biographie
Médecin, il s'installe à Saint-Flour en 1903 et devient conseiller municipal. Il est député du Cantal de 1919 à 1924, inscrit au groupe de la Gauche républicaine démocratique.

## Sources
- « Joseph Hermabessière », dans le Dictionnaire des parlementaires français (1889-1940), sous la direction de Jean Jolly, PUF, 1960 [détail de l’édition]